# Кардинал сірочеревий
Кардинал сірочеревий (Caryothraustes poliogaster) — вид горобцеподібних птахів родини кардиналових (Cardinalidae).

## Поширення
Вид поширений у Центральній Америці від південно-східної частини Мексики до східної частини Панами. Трапляється в кронах і середніх ярусах густих вологих лісів, вторинних лісах і напіввідкритих середовищах існування, таких як узлісся та галявини.

## Опис
Птах завдовжки до 16,5 см, вагою 36 г з товстим чорним дзьобом. У нього чорна маска на обличчі, жовті голова, шия і груди, оливкові спина, крила і хвіст. Круп і живіт сірі.

## Спосіб життя
Харчується комахами, насінням і нектаром. Формує галасливі зграї до 20 птахів, часто утворюючи змішані групи з іншими видами. Сезон розмноження триває з квітня по червень. Чашоподібне гніздо будує з листя бромелій та інших епіфітів на невеликому дереві або пальмі на висоті 3–6 м. Самиця відкладає три сіро-білі яйця з коричневими плямами.